# Herbert Hinnendahl
Herbert Hinnendahl (* 2. Januar 1914 in Schildesche, heute Stadtteil von Bielefeld; † 1. November 1993 in Bielefeld) war zwölf Jahre Oberbürgermeister von Bielefeld.

## Leben
Hinnendahl absolvierte in den Jahren 1928 bis 1931 eine Lehre bei der AOK, nach deren Abschluss er ergänzend zwei Verwaltungsprüfungen der Sozialversicherung bestand. Im Zweiten Weltkrieg geriet er in britische Kriegsgefangenschaft, aus der er 1945 nach Bielefeld zurückkehrte. Im Jahr 1947 wurde Hinnendahl, der zwischenzeitlich der SPD beigetreten war, Mitglied des Stadtrates. Im Jahr 1961 wurde er Bürgermeister. Bei der Kommunalwahl 1961 kam es zu einer Pattsituation zwischen SPD und CDU / FDP, sodass keines der beiden Lager seinen Kandidaten für das Amt des Oberbürgermeisters durchsetzen konnte. Es wurde vereinbart, dass Hinnendahl im Jahr 1963 Rudolf Nierhoff nachfolgen sollte. Dies wurde so durchgeführt und Hinnendahl wurde bis 1975 Oberbürgermeister der Stadt Bielefeld.
Während seiner Amtszeit nahm er auf die Einrichtung der Universität Bielefeld sowie die kommunale Neugliederung Einfluss. Im Zusammenhang mit der Eröffnung und vor allem der Benennung der Kunsthalle Bielefeld 1968 geriet Hinnendahl in den Fokus der überregionalen Presse. Die Ausstellungshalle wurde nach Richard Kaselowsky benannt, was aufgrund der Rolle des Industriellen unter anderem im Freundeskreis Reichsführer SS zahlreiche Proteste verursachte. Der Oberbürgermeister reagierte unglücklich und nach Meinung Heino Siemens’ auch undemokratisch, indem er Protestierenden durch frühzeitige Besetzung der Besucherplätze bei Stadtratssitzungen die Teilnahme unmöglich machte. Mit der Absage des damaligen nordrhein-westfälischen Ministerpräsidenten Heinz Kühn war die Eröffnungsveranstaltung so sehr belastet, dass Hinnendahl sie absagte.
Am 22. Mai 1975 endete Hinnendahls Amtszeit und Klaus Schwickert wurde sein Nachfolger. Bereits acht Tage später wurde er zum Ehrenbürger der Stadt ernannt. Im November 1993 starb Hinnendahl. Sein Grab befindet sich auf dem Sudbrackfriedhof.
Neben seiner Tätigkeit als Oberbürgermeister war Hinnendahl von 1965 bis 1979 Geschäftsführer der AOK in Bielefeld.

## Würdigung
- Nach Hinnendahl ist die Bielefelder Herbert-Hinnendahl-Straße ⊙ benannt. Zuvor hieß sie Düppelstraße.